# Edro III
Die Edro III ist ein Frachtschiff, das 2011 an der Küste Zyperns strandete und seitdem als beliebtes Fotomotiv und Touristenattraktion bekannt ist.

## Schiff und Besatzung
Das Schiff wurde im Juli 1966 von der Werft Kaldnes Mekaniske Verksted in Tønsberg, Norwegen, unter der Baunummer 169 an die norwegische Reederei Fred. Olsen & Co. als Stückgutfrachter abgeliefert. Es hat zwei Lademasten mit zwei Lastenkränen, die je fünf Tonnen heben konnten, an Bord.
Nach mehreren Namens-, Flaggen- und Besitzerwechseln fuhr das Schiff ab 1987 unter dem Namen Hvítanes („Weiße Halbinsel“) für die isländische Nesskip-Reederei. Ab September 1989 wurde die Hvítanes regelmäßig auf der ersten direkt befahrenen Schiffsroute zwischen Irland und Island eingesetzt, nachdem ein Schwesterschiff wenige Monate zuvor die Route eröffnet hatte. Im Jahr 1997 wurde sie von der isländischen Saltskip-Reederei erworben und transportierte als Kühlschiff vor allem isländischen Kabeljau nach Europa. Saltskip verkaufte das Schiff im Juli 2001 für rund 120 Millionen Isländische Kronen an die isländische Reederei Eimskip, bei welcher es bis zu seinem Besitzerwechsel 2003 unter dem Namen Ljósafoss erneut als Kühlschiff genutzt wurde. Der bislang letzte Eigner kaufte das Schiff 2008 und benannte es in Edro III um. Es fuhr seitdem unter der Flagge Sierra Leones.
Zum Zeitpunkt der Havarie bestand die Besatzung aus sieben Albanern und zwei Ägyptern.

## Havarie
In der Nacht des 7. Dezember 2011 verließ die Edro III den Hafen von Limassol in Richtung der griechischen Insel Rhodos mit einer Ladung Gipskarton an Bord. Kurz darauf geriet das Schiff in schwere See und kollidierte 15 Kilometer vor Paphos mit einem Felsen, woraufhin es manövrierunfähig an die Küste getrieben wurde. Am Morgen des 8. Dezember lief der Frachter dann in der Nähe von Peyia wenige Meter vor der Küste auf felsigen Grund und funkte um 5:43 Uhr (OEZ) „Mayday“. Sieben Besatzungsmitglieder wurden bis 7:50 Uhr (OEZ) von einem durch das Joint Rescue Coordination Center (Larnaka) herbeigerufenen britischen Militärhubschrauber des 84. Geschwaders aus Akrotiri gerettet, während der Kapitän und der erste Offizier an Bord verblieben. Um Bergungsansprüche auf das Schiff zu verhindern, befand sich der Kapitän auch einen Monat nach dem Unglück noch an Bord.

## Bergungsanstrengungen und Verbleib
Da der Frachter in einem Natura-2000-Gebiet liegt, sind Versuche, das Schiff zu entfernen, nur schwierig durchführbar. So wäre eine Verschrottung vor Ort illegal.
Im Jahr 2013 entfernten eine zypriotische und eine deutsche Bergungsfirma alle Schadstoffe aus dem Schiff, wie etwa die verbliebene Menge des Dieselkraftstoffes, und dichteten das Schiff ab. Außerdem wurden weitere Vorbereitungen getroffen, um das Schiff abschleppen zu können. Finanzielle Uneinigkeiten zwischen dem Schiffseigner und dem russischen Versicherer, die die Deckung der Bergungskosten verhindern, stehen einer Entfernung des Havaristen bislang im Wege. Die Kosten für die Bergung und anschließende Verschrottung des Schiffes sollen außerdem mit rund einer halben Million Euro die zu erwartenden Einnahmen aus dem Altmetall übersteigen, was eine Verschrottung unrentabel erscheinen lässt.
Auch diverse Vorschläge, darunter beispielsweise das Wrack zu bergen und anschließend als künstliches Riff zu versenken, wurden bisher abgelehnt.

### Verbleib
Das Schiff verbleibt in 12 Grad Schieflage auf Position 34° 52′ 23″ N, 32° 20′ 21″ O nahe den Seehöhlen von Paphos und unweit des bereits 1998 gestrandeten Küstenmotorschiffs Dimitrios II. Seit der Havarie ist die Edro III zu einer Touristenattraktion und einem beliebten Ziel von Trauungen geworden.

## Trivia
Bereits im Jahr 1966 war ein Schwesterschiff der Baltique, die Bretagne, havariert. Am 28. März 1966 befand sich das ebenfalls zur Flotte der Reederei Fred Olsen & Co. gehörende Frachtschiff auf einer Fahrt von Oslo nach Rotterdam, wobei es vor IJmuiden in einen Sturm geriet und Schlagseite bekam. Die Bretagne konnte durch das Bergungsunternehmen Wijsmuller noch auf Grund gesetzt und anschließend geborgen werden. Nach einer Reparatur bei einer Kristiansander Werft war sie wieder seetauglich.

## Galerie

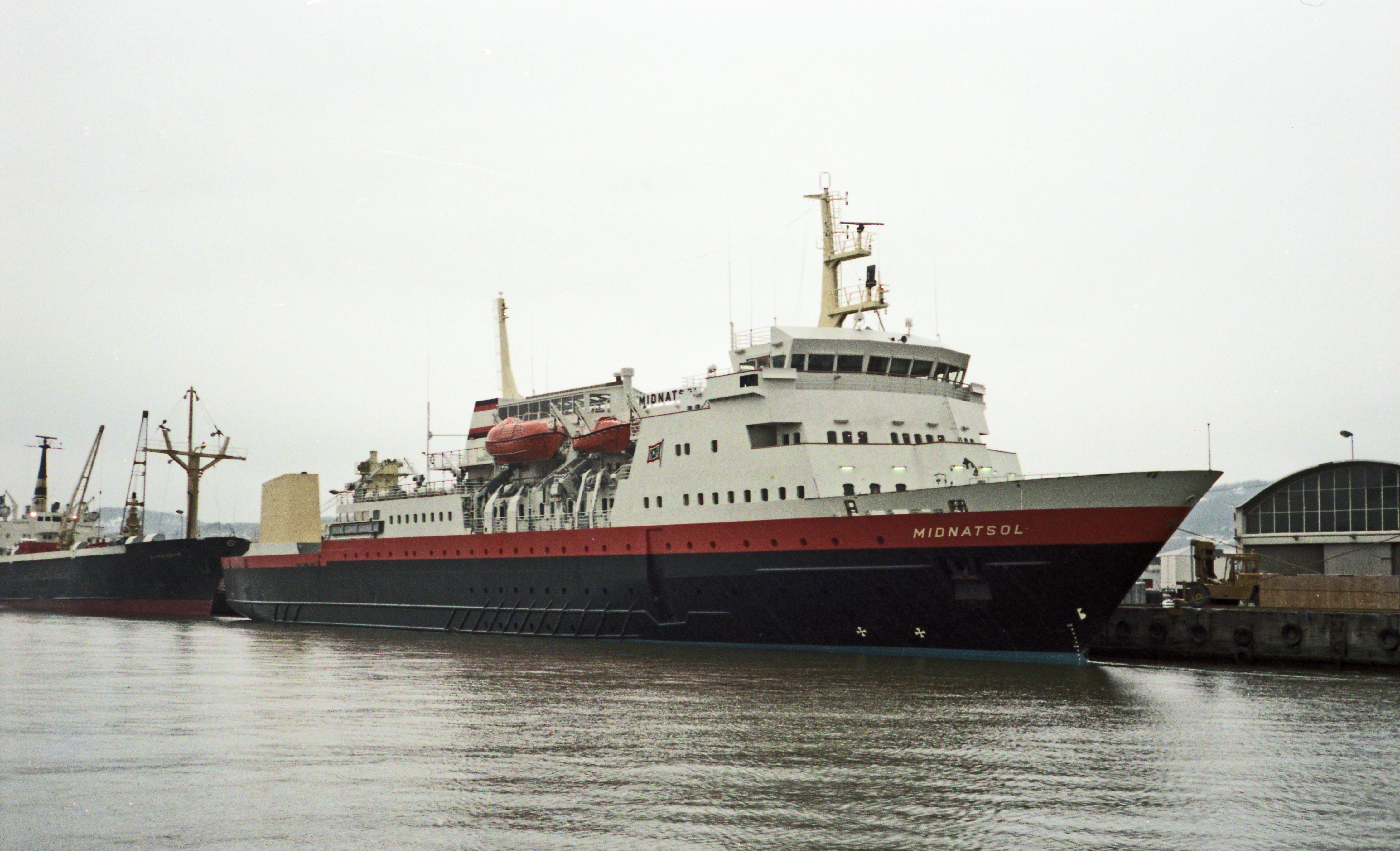
Die Edro III (noch als Sunnmøre), hinter der Midnatsol befindlich, 1983 im Hafen von Trondheim
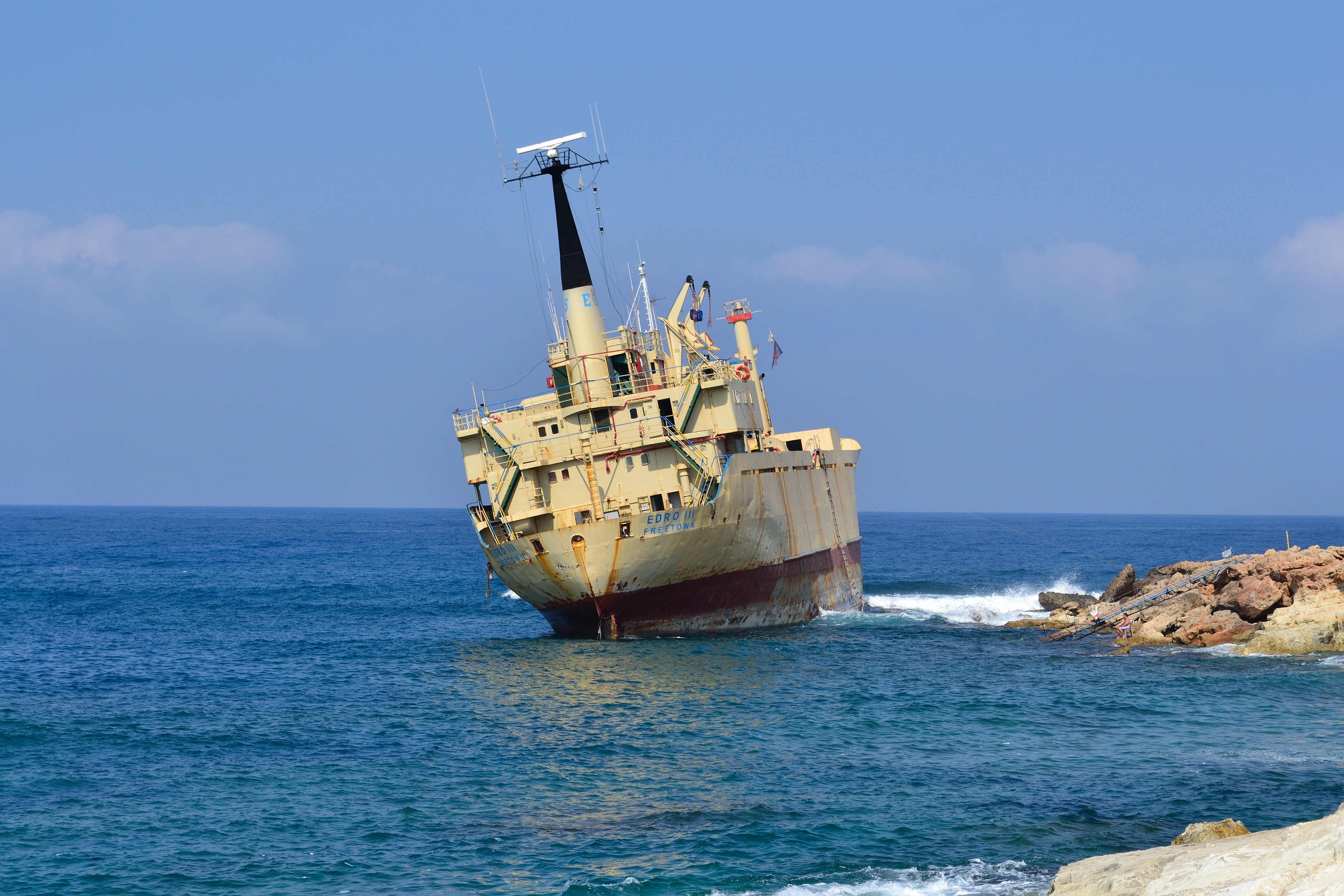
Die Edro III wenige Monate nach der Havarie im Jahr 2012
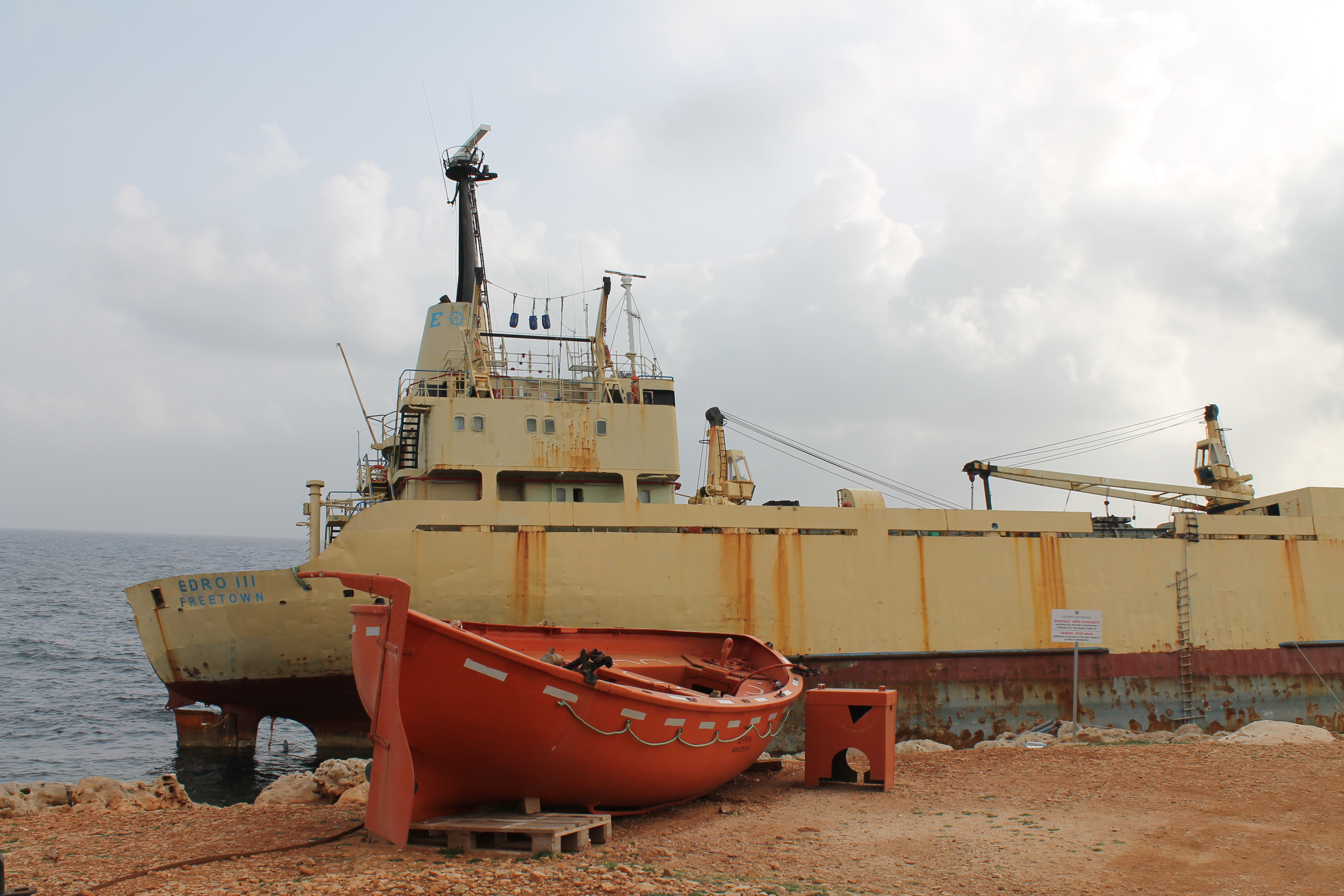
Das Rettungsboot der Edro III im Jahr 2013
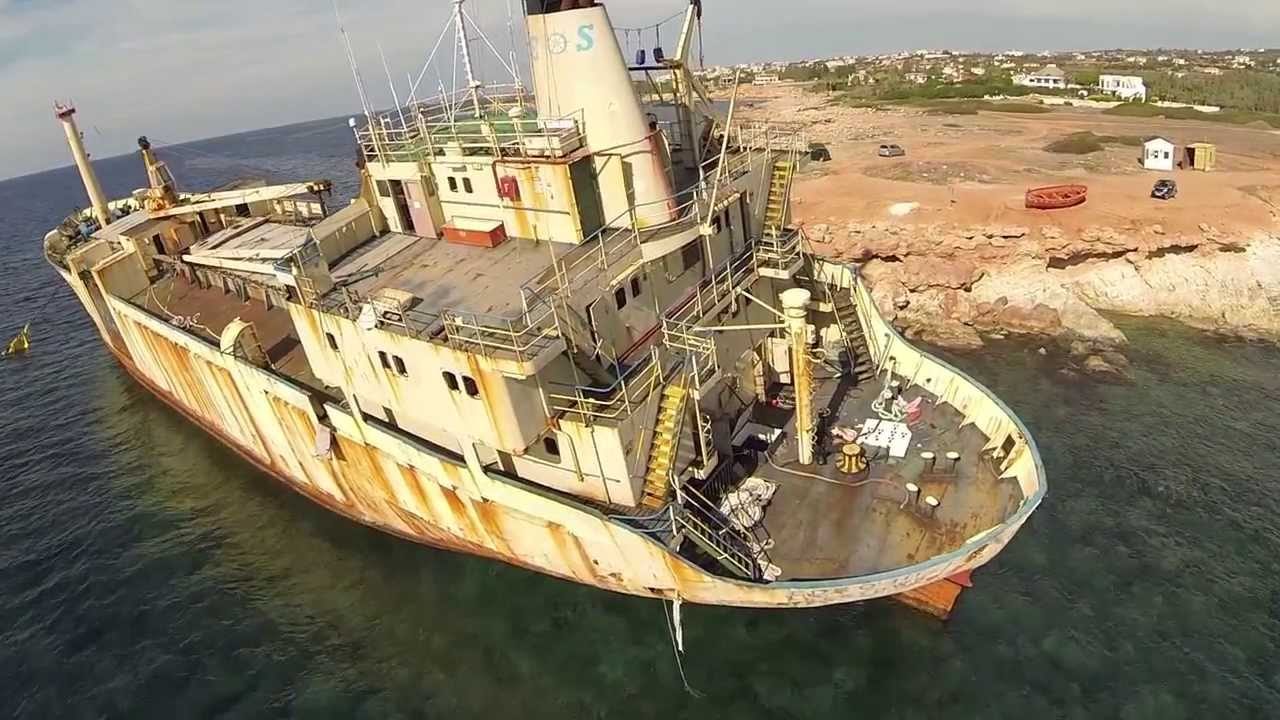
Aufsicht auf das Wrack im Jahr 2014
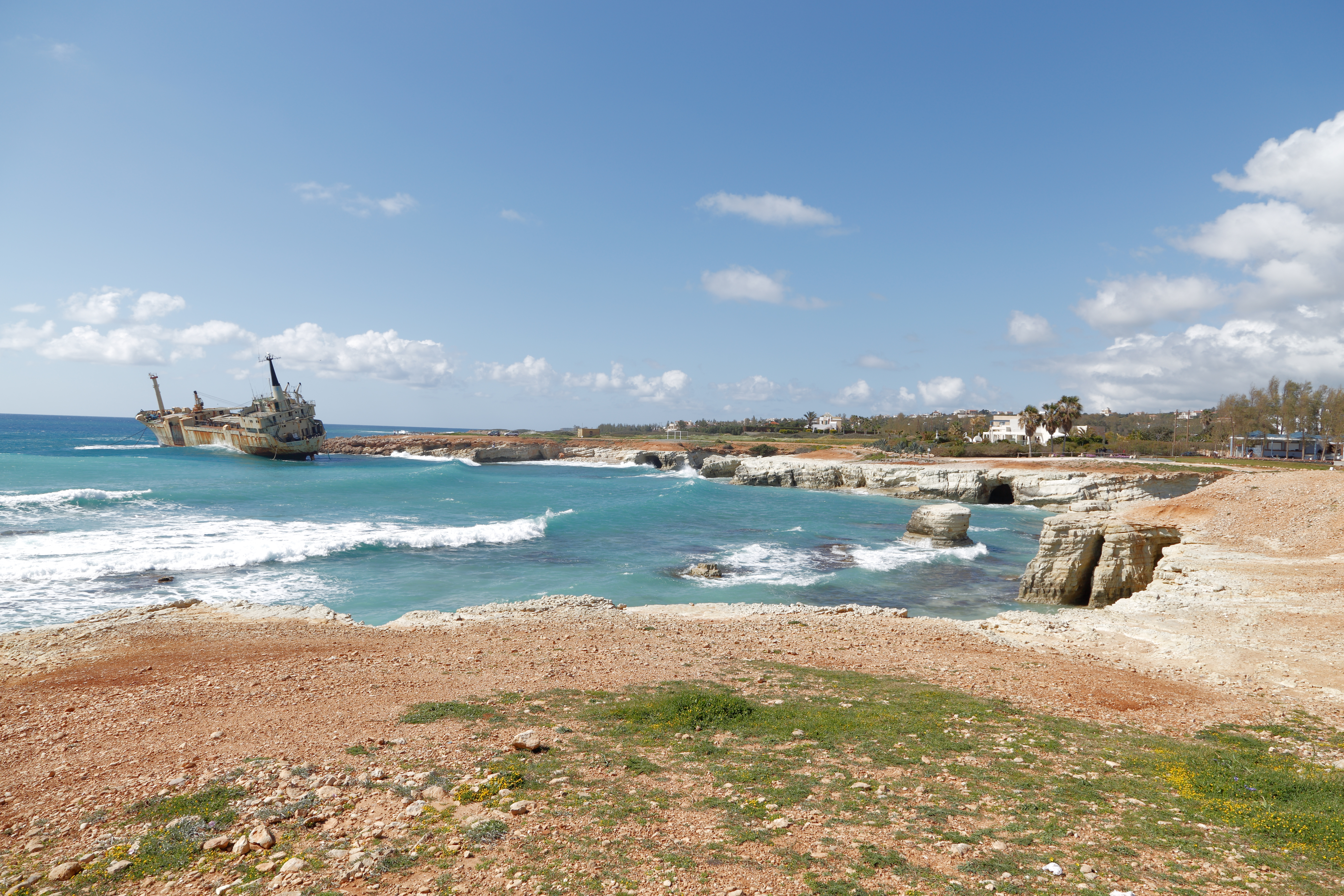
Die Edro III, nahe den Seehöhlen befindlich, im Jahr 2015
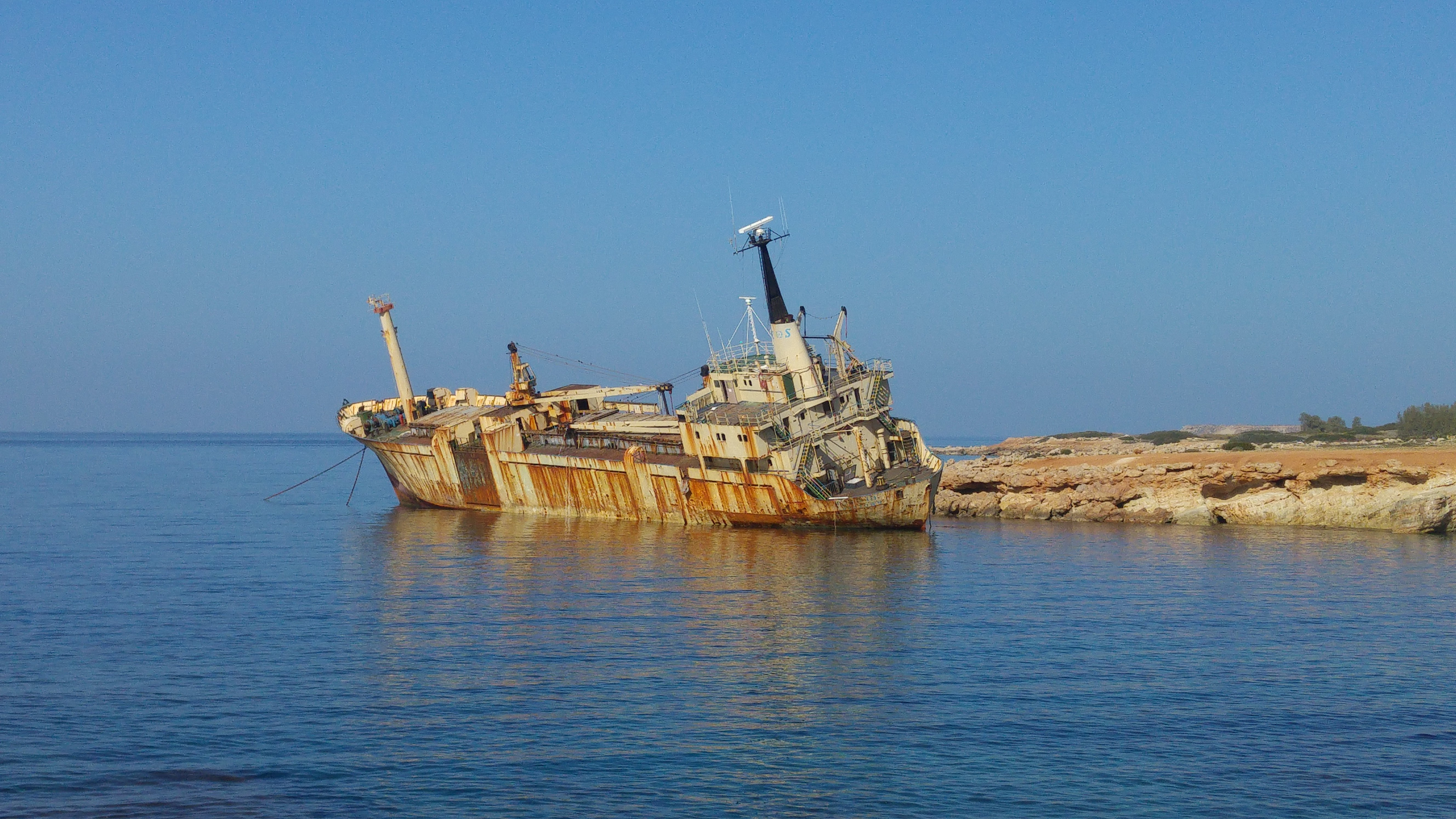
Das verfallende Wrack 2017
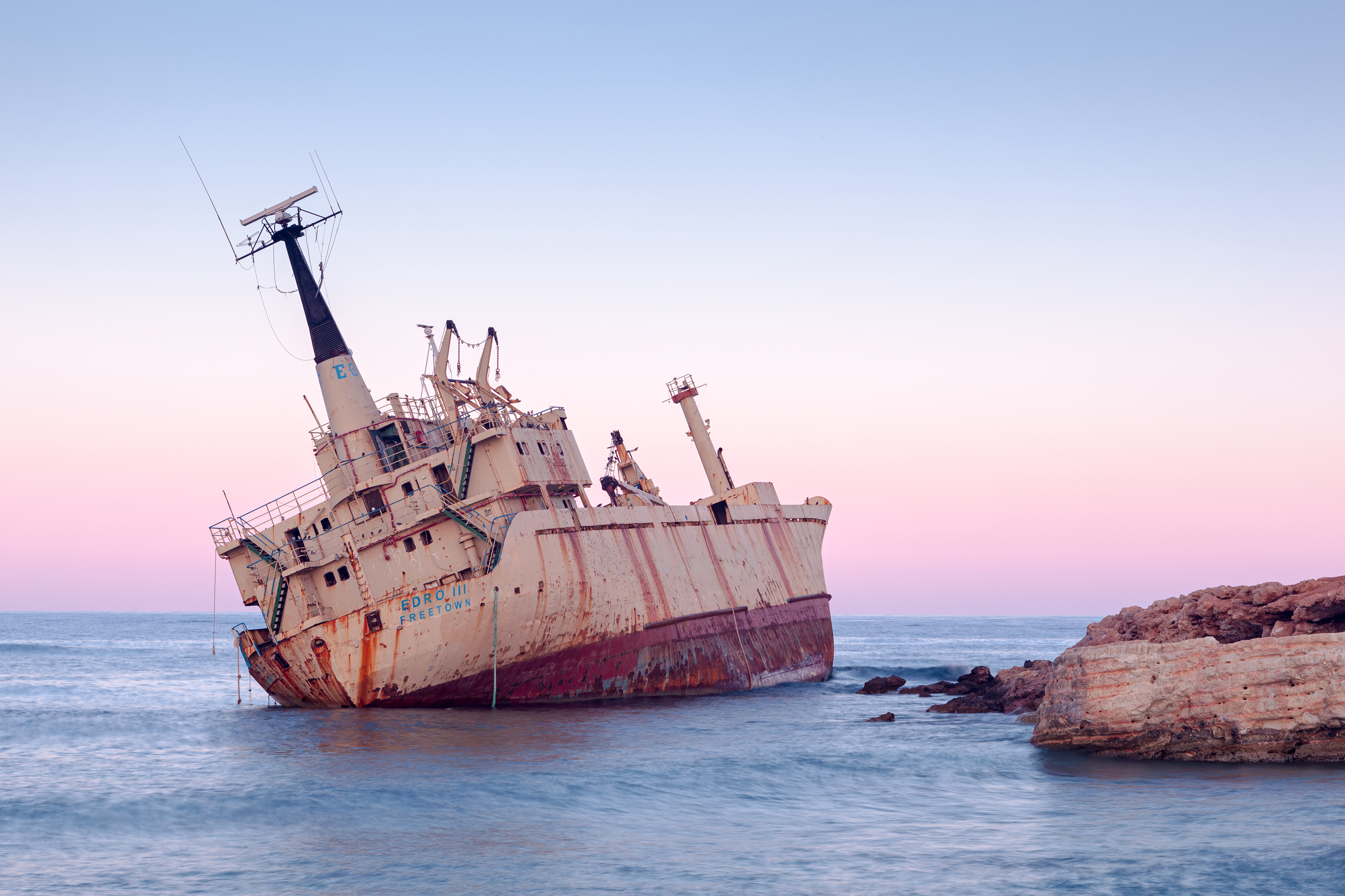
Das Schiff im Jahr 2019
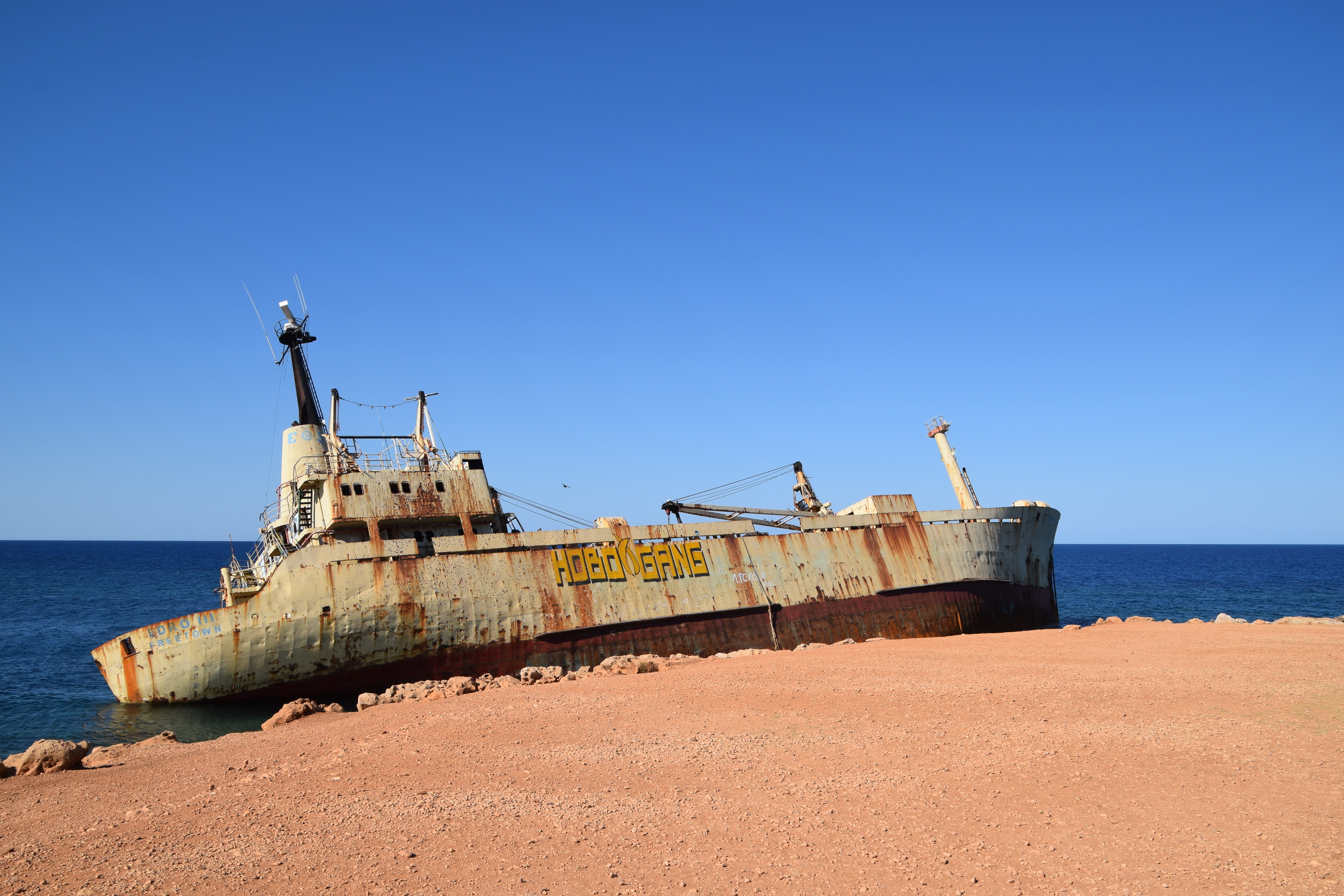
Das vandalisierte Wrack im Jahr 2022